# Buja

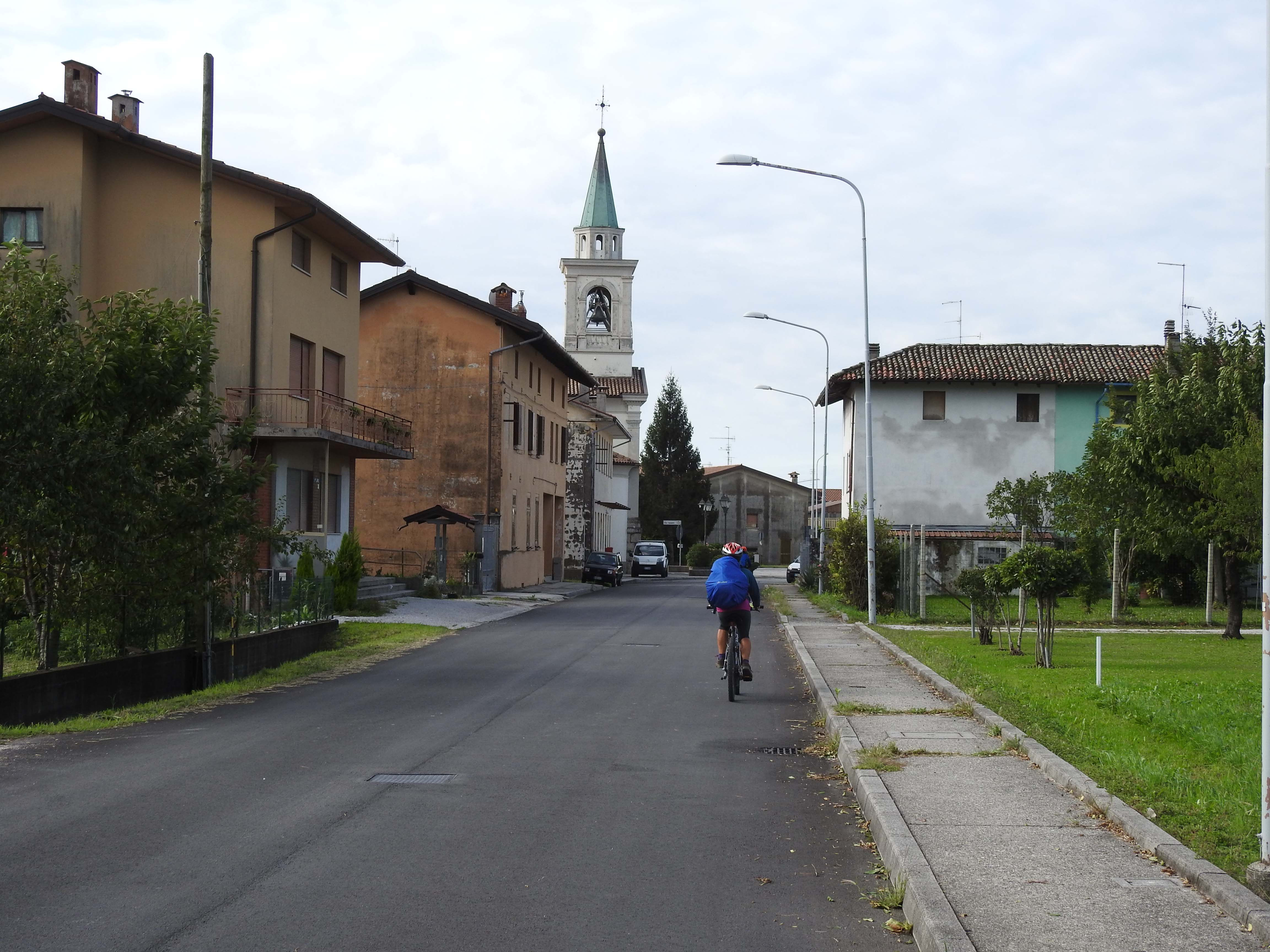
Via Tomba, Buja

Buja (furlanisch Buje) ist eine Gemeinde mit 6333 Einwohnern (Stand 31. Dezember 2023) in der Region Friaul-Julisch Venetien in Friaul, Italien.
Die Nachbargemeinden sind Artegna, Colloredo di Monte Albano, Gemona del Friuli, Majano, Osoppo und Treppo Grande.

## Städtepartnerschaften
Buja unterhält Partnerschaften zu:
- Aprilia, Italien, seit 1997
- Vilsbiburg, Deutschland, seit 2001
- Domont, Frankreich, seit 2008

## Persönlichkeiten
- Aurelio Briante (1846–1929), römisch-katholischer Apostolischer Vikar von Ägypten
- Johann Eustacchio (1869–1909), österreichischer Architekt
- Enrico Ursella (1887–1955), Maler und Zeichner